# 湔氐道
湔氐道（湔音尖）是古代的縣級行政區，位於今四川省松潘縣一帶。
湔氐道最早由秦國在周慎靚王五年（前316年）滅古蜀国而置。漢武帝元鼎六年（前111年）重新設立。在晉代時，湔氐道改為湔氐縣，隸屬汶山郡。
氐是古代中國西部的一個大族，有時和羌並稱，有時被認為是羌人的一部分，稱為氐羌。在漢朝及以前，朝廷在原始部落族群地區設立的縣級行政區稱為“道”。